# Georg Schuster (Politiker, 1903)
Georg Schuster (* 11. August 1903 in Haslach; † 4. Februar 1975 ebenda) war ein deutscher Landwirt und Politiker (CSU).

## Leben und Beruf
Schuster wurde als Sohn eines Landwirtes geboren. Nach dem Volksschulabschluss und dem Besuch der Fortbildungsschule in Hohenau absolvierte er eine landwirtschaftliche Ausbildung. Er besuchte 1919/20 die Landwirtschaftsschule in Passau, war dann als praktischer Landwirt tätig und übernahm 1922 die Leitung des elterlichen Hofes. 1927 durchlief er einen Saatzuchtleiterlehrgang in Weihenstephan. Weiterhin bildete er sich mit handelsrechtlichen und volkswirtschaftlichen Kursen als Ausbildung für die genossenschaftliche Tätigkeit fort. Zum 1. Januar 1940 trat er der NSDAP bei.

## Politik
Schuster trat nach dem Zweiten Weltkrieg in die CSU ein. Er war seit 1947 Kreistagsmitglied (zeitweise auch stellvertretender Landrat) und wurde 1950 in den Bayerischen Landtag gewählt, dem er bis 1970 angehörte. Hier war er Mitglied des Ausschusses für Ernährung und Landwirtschaft sowie von 1950 bis 1954 Vorsitzender des Torfwirtschaftsrates.

## Auszeichnungen
- 1962: Bayerischer Verdienstorden